# Masan consumer
Masan consumer est l'une des trois plus grandes entreprises du secteur privé au Viêt Nam en matière de capitalisation boursière.

## Présentation
Le groupe, fondé en 1996 par son président, Nguyen Dang Quang, a une valeur nette de 1,2 milliard USD en janvier 2018.
Ses filiales comprennent Masan Food (biens de consommation), Techcombank (services financiers) et Masan Resources (exploitation minière). Le groupe est entré en Bourse d'Hô Chi Minh-Ville le 5 novembre 2009.
En décembre 2019, Masan Group a acquis une participation majoritaire dans la division de vente au détail VinCommerce du Vingroup, qui opère sous la marque VinMart, créant en conséquence, la plus grande entreprise de vente au détail du Viêt Nam gérant plus de 2 600 supermarchés et points de vente.

## Actionnaires
Au début 2020, les actionnaires de Marsan consumer sont:
| #  | Actionnaire                       | Actions     | %     |
| -- | --------------------------------- | ----------- | ----- |
| 1  | Ma San Corp.                      | 365 215 870 | 31.2% |
| 2  | Sunflower Construction Co.        | 154 756 706 | 13.2% |
| 3  | GIC Pte Ltd.                      | 118 365 482 | 10.1% |
| 4  | Sk Investment Vina I Pte Ltd.     | 109 899 932 | 9.40% |
| 5  | Yen Hoang Nguyen                  | 42 415 235  | 3.63% |
| 6  | PENM Partners ApS                 | 22 558 525  | 1.93% |
| 7  | Templeton Asset Management Ltd.   | 11 506 620  | 0.98% |
| 8  | T. Rowe Price Associates          | 8 872 168   | 0.76% |
| 9  | Van Eck Associates Corp.          | 6 317 820   | 0.54% |
| 10 | Norges Bank Investment Management | 5 999 973   | 0.51% |